# هانك ويليس توماس
هانك ويليس توماس (بالإنجليزية: Hank Willis Thomas)‏ هو مصور أمريكي، ولد في 17 مارس 1976 في بلينفيلد في الولايات المتحدة.